# Robert Anderson (officier)
Pour les articles homonymes, voir Robert Anderson et Anderson.
Robert Anderson était un chef militaire américain durant la guerre de Sécession né le 14 juin 1805 à Louisville (Kentucky) et mort le 26 octobre 1871 à Nice (France). Il est connu pour son commandement du fort Sumter, au début de la guerre qui fit de lui un héros national. Il est aussi connu sous le nom de major Robert Anderson, qui était son grade (major-général) pendant la guerre de Sécession.

## Avant la guerre
Robert Anderson est diplômé de l'académie militaire de West Point en 1825 dans le 2nd Artillery,. Il est promu second lieutenant dans le 3rd Artillery le 1er juillet 1825 puis premier lieutenant le 30 juin 1833.
Il est breveté capitaine pour bravoure lors de la guerre contre les indiens en Floride le 2 avril 1838. Il obtient son brevet de commandant le 8 septembre 1847 pour bravoure à la bataille de Molino del Rey durant la guerre américano-mexicaine.
Il est promu capitaine le 23 octobre 1841 puis commandant le 5 octobre 1857.

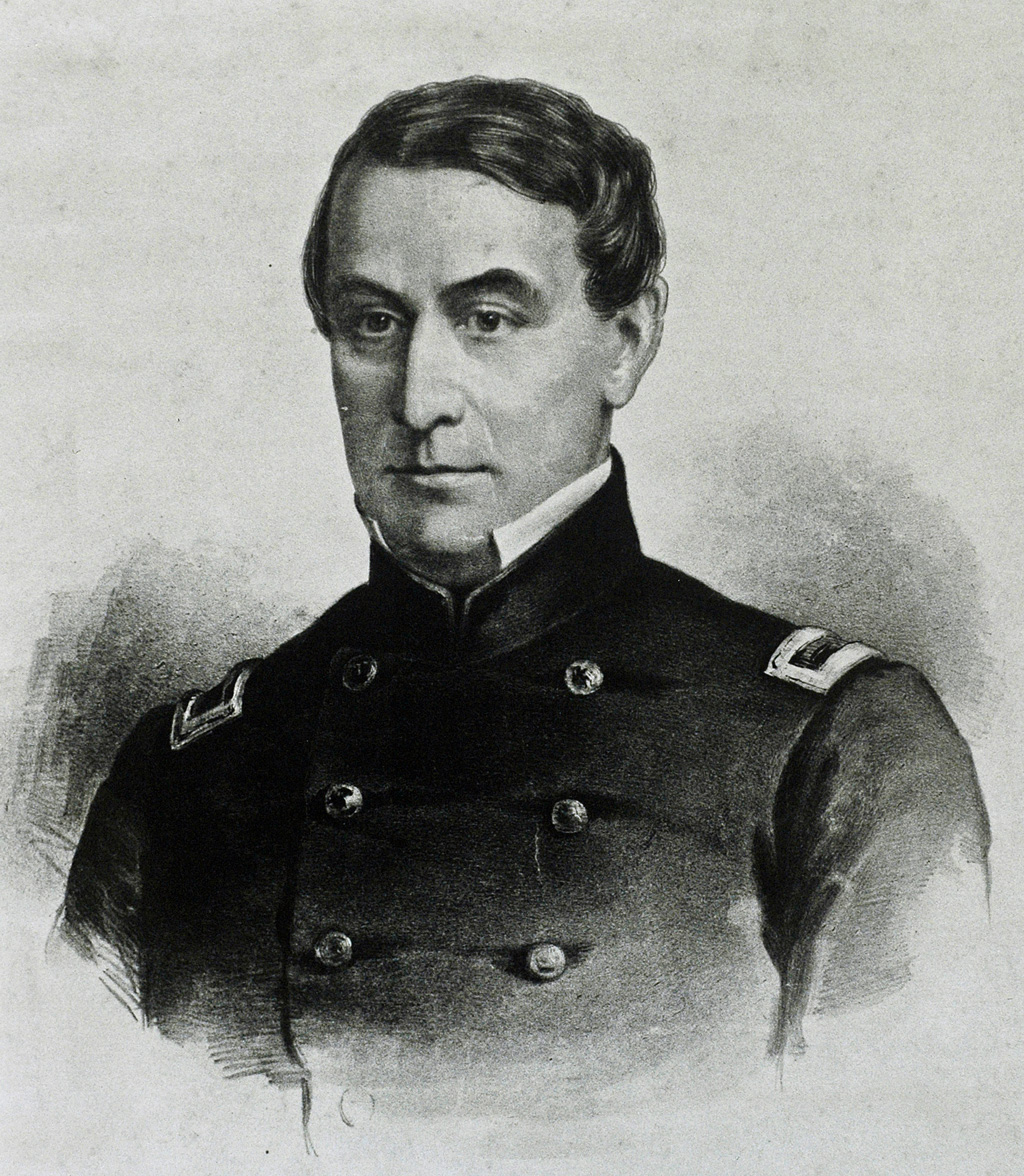
Lithographie de Robert Anderson.

Robert Anderson est nommé brigadier général des volontaires le 15 mai 1861. Ironie du sort, à West Point il fut l'ancien instructeur de tir du commandant de l'artillerie confédéré qui pilonna le fort, Pierre Gustave Toutant de Beauregard.
Il est breveté major général le 3 février 1865 pour bravoure et service méritant dans le port de Charleston lors de la défense du Fort Sumter.
Anderson a pris sa retraite de l'armée en raison de plusieurs handicaps, le 27 octobre 1863. Il a été breveté major général des États-Unis d’Amérique le 3 février 1865. Quelques jours après la reddition de Robert E. Lee et la fin de la guerre, Anderson est revenu à Charleston.
Il est ensuite allé à Nice, en France, à la recherche d'un remède à ses maux, où il est mort le 26 octobre 1871. Il est enterré au cimetière de West Point.